# 张林村 (章丘市)
张林村,中华人民共和国山东省济南市章丘市水寨镇所辖的一个行政村。总人口2927，其中男性1457人，女性1470人；农业户口2884人，非农业人口43人；18岁以下人口740人，18-35岁人口651人，35-60岁人口1142人，60岁以上人口394人（2006年）。耕地面积323公顷（2006年）。行政区划代码370181106224。